# La voglia la pazzia l’incoscienza l’allegria
| Оценки критиков | Оценки критиков |
| Источник        | Оценка          |
| --------------- | --------------- |
| AllMusic        | [ 2 ]           |
| OndaRock        | Pietra Miliare  |

La voglia la pazzia l’incoscienza l’allegria — студийный альбом итальянской певицы Орнеллы Ванони, созданный в сотрудничестве с бразильским автором-исполнителем Винисиусом ди Морайсом и гитаристом и композитором Токиньо. Альбом был выпущен в 1976 году на лейбле Vanilla в Италии, в Бразилии он распространялся RCA Victor.
В 2012 году журнал Rolling Stone поместил его на 76-ю строчку списка ста самых лучших итальянских альбомов.

## Список композиций
| №                   | Название                                | Автор(ы)                                          | Исполнитель                                 | Длительность |
| ------------------- | --------------------------------------- | ------------------------------------------------- | ------------------------------------------- | ------------ |
| 1.                  | «Senza paura (Sem medo)»                | Серджо Бардотти, Винисиус ди Морайс, Токинью      | Орнелла Ванони, Токинью                     | 3:53         |
| 2.                  | «La rosa spogliata (A rosa desfolhada)» | Серджо Бардотти, Винисиус ди Морайс, Токинью      | Орнелла Ванони                              | 2:50         |
| 3.                  | «Samba della Rosa (Samba da Rosa)»      | Серджо Бардотти, Винисиус ди Морайс, Токинью      | Орнелла Ванони, Винисиус ди Морайс, Токинью | 2:58         |
| 4.                  | «Samba in preludio (Samba em prelúdio)» | Серджо Бардотти, Винисиус ди Морайс, Баден Пауэлл | Винисиус ди Морайс, Орнелла Ванони          | 3:46         |
| 5.                  | «Anema e core»                          | Тито Манило, Сальве Д’Эспозито                    | Орнелла Ванони                              | 1:38         |
| 6.                  | «La voglia la pazzia (Se ela quisesse)» | Серджо Бардотти, Винисиус ди Морайс, Токинью      | Орнелла Ванони, Винисиус ди Морайс, Токинью | 2:52         |
| Общая длительность: | Общая длительность:                     | Общая длительность:                               | Общая длительность:                         | 17:57        |

| №                   | Название                                             | Автор(ы)                                                  | Исполнитель                                 | Длительность |
| ------------------- | ---------------------------------------------------- | --------------------------------------------------------- | ------------------------------------------- | ------------ |
| 1.                  | «Semaforo rosso (Sinal fechado)»                     | Серджо Бардотти, Паулинью да Виола                        | Орнелла Ванони, Токинью                     | 1:55         |
| 2.                  | «Assenza (Ausencia)»                                 | Винисиус ди Морайс                                        | Винисиус ди Морайс                          | 0:30         |
| 3.                  | «Io so che ti amerò (Eu sei que vou te amar)»        | Серджо Бардотти, Винисиус ди Морайс, Антониу Карлос Жобин | Орнелла Ванони, Винисиус ди Морайс          | 3:52         |
| 4.                  | «Un altro addio (Mais um adeus)»                     | Серджо Бардотти, Винисиус ди Морайс, Токинью              | Орнелла Ванони, Токинью                     | 3:47         |
| 5.                  | «L’assente (O ausente)»                              | Винисиус ди Морайс                                        | Винисиус ди Морайс                          | 0:58         |
| 6.                  | «Accendi una luna nel cielo (Acende uma lua no ceu)» | Серджо Бардотти, Винисиус ди Морайс, Токинью              | Винисиус ди Морайс, Орнелла Ванони          | 1:39         |
| 7.                  | «Samba per Vinicius (Samba pra Vinícius)»            | Серджо Бардотти, Шику Буарки, Токинью                     | Орнелла Ванони, Винисиус ди Морайс, Токинью | 2:38         |
| Общая длительность: | Общая длительность:                                  | Общая длительность:                                       | Общая длительность:                         | 15:19        |

## Участники записи
- Орнелла Ванони — вокал
- Винисиус ди Морайс — вокал, автор стихов
- Токиньо — вокал, гитара, композитор
- Azeitona — бас-гитара
- Mutinho — барабаны
- I musicals di Dino Comolli — бэк-вокал
- Джанфранко Ломбарди — аранжировки

## Чарты
| Чарт (1976)              | Высшая позиция | Недель в чарте |
| ------------------------ | -------------- | -------------- |
| Италия (Musica e dischi) | 6              | 23             |